# 7692 Едгендерсон
7692 Едгендерсон (7692 Edhenderson) — астероїд головного поясу, відкритий 2 березня 1981 року.
Тіссеранів параметр щодо Юпітера — 3,067.